# Caldas Brandão
Caldas Brandão is een gemeente in de Braziliaanse deelstaat Paraíba. De gemeente telt 5.544 inwoners (schatting 2009).